# Nokia 1800
Il Nokia 1800 è un telefono cellulare prodotto dall'azienda finlandese Nokia e messo in commercio nel 2008.

## Caratteristiche
- Dimensioni: 107 x 45 x 15,3 mm
- Massa: 78,5 g
- Risoluzione display: 128 x 160 pixel a 65 000 colori
- Durata batteria in conversazione: 8 ore e 30 minuti
- Durata batteria in standby: 528 ore (22 giorni)